# Nasko Sirakov
Nasko Petkov Sirakov (in bulgaro Наско Петков Сираков?; Stara Zagora, 26 aprile 1962) è un ex calciatore bulgaro, di ruolo attaccante.

## Carriera

### Club
Sirakov, durante la sua carriera, durata complessivamente 18 anni, dal 1980 al 1998, gioca con Levski Sofia, Spartak Varna, Haskovo, Real Zaragoza, Espanyol, Lens, Botev Plovdiv e Slavia Sofia.

### Nazionale
Il suo bottino in Nazionale è di 78 presenze e 24 gol.

## Statistiche
- Totalizzò in carriera 249 reti in 433 partite (226 reti in 351 partite nelle squadre di club).
- La sua media reti totale fu di 0,55 a partita.
- La sua media reti nelle squadre di club fu di 0,64 a partita.
- La sua media reti nei periodi di militanza con il Levski Sofia fu di 0,80 a partita.
- La sua media reti in Nazionale maggiore fu di 0,31 a partita.

## Palmarès

### Club
- Campionato bulgaro: 5

Levski Sofia: 1983-1984, 1984-1985, 1987-1988, 1993-1994
Slavia Sofia: 1995-1996
- Coppa di Bulgaria: 4

Levski Sofia: 1983-1984, 1985-1986, 1991-1992, 1993-1994
Slavia Sofia: 1995-1996

### Individuale
- Capocannoniere del campionato bulgaro: 3

1986-1987 (36 reti), 1987-1988 (28 reti), 1993-1994 (30 reti)